# Centrale solaire de Blythe
La future centrale solaire de Blythe est un projet de centrale solaire photovoltaïque d'une puissance nominale de 485 MW. Elle se situera dans le comté de Riverside, en Californie. Le premier projet de 2010 prévoyait d'utiliser des miroirs cylindro-paraboliques pour une Centrale solaire thermodynamique d'une puissance nominale de 968 MW. Les entreprises impliquées dans le projet étaient Solar Trust of America, filiale de Solar Millennium et Chevron,. À la suite de la faillite de Solar Trust of America, le projet a été racheté en décembre 2011 par NextEra Energy Resources, qui a annoncé son intention de modifier le projet : remplacement des miroirs cylindro-paraboliques par des panneaux photovoltaïques et réduction de la taille du projet à 485 MW, ce qui en ferait tout de même le plus grand parc solaire du monde ; le nouveau dossier a été soumis à la California Energy Commission en avril 2013 ; si les permis sont accordés, la construction devrait commencer mi-2014 et durer 4 ans.

## Présentation
Solar Millennium estimait qu'il faudrait au moins six ans pour terminer les quatre unités de 242 MW chacune du projet initial. Ce projet estimé à 6 milliards de dollars, sera situé sur un site de 28,43 km2 du Bureau of Land Management, à environ 13 km à l'ouest de la ville de Blythe,.
Une fois terminée, la centrale solaire de Blythe aurait presque triplé la puissance solaire thermique installée aux États-Unis (585 MW) et généré près de trois fois l'électricité produite par la plus grande installation solaire du pays, le Solar Energy Generating Systems (d'une puissance nominale de 354 MW) située à Kramer Junction, en Californie.
La California Energy Commission a unanimement approuvé le projet le 15 septembre 2010. La première phase du projet devait commencer à produire de l'électricité en 2013,,. Le Bureau of Land Management a donné son aval le 25 octobre 2010.
En avril 2011, le département de l'Énergie des États-Unis (DOE) avait offert une garantie de prêt d'un montant de 2,1 milliards au Solar Trust of America, afin de réduire les intérêts sur le coûts de construction de la première moitié du projet estimé à 2,8 milliards.
Le nouveau projet de NextEra Energy Resources utilisera des panneaux photovoltaïques de First Solar (cellules à couche mince au tellurure de cadmium) et de Yingli Solar (cellules en silicium multicristallin) ; il sera développé en 4 phases : 3 de 125 MW et la dernière de 100 MW.